# Les Petrov, la Grippe, etc.
Les Petrov, la Grippe, etc. (en russe : Петровы в гриппе и вокруг него) est le deuxième roman de l'écrivain originaire de l'Oural Alexeï Salnikov. Il est publié dans la Revue Volga (ru) en 2016. L'année suivante, il est publié séparément aux éditions AST (en). Il a reçu le prix de la critique au HOC (ru) (2017) et le prix du Bestseller national (ru) (2018). En 2020, il est traduit et publié en français. Le film de Kirill Serebrennikov tiré de ce roman a été présenté au Festival de Cannes 2021 sous le nom La Fièvre de Petrov.

## Contenu
À la veille du Nouvel an, un mécanicien automobile de 28 ans tombe malade de la grippe. Puis ce sont sa femme et son fils en âge scolaire qui l'attrapent. Quand il emmène son fils voir le sapin de Noël du théâtre des jeunes spectateurs, Petrov est ému par ses souvenirs de l'époque soviétique, à l'époque où son visage pâlissait en prenant la main glacée de Snégourotchka. Marina, la jeune fille qui tenait ce rôle, lui semblait très ressemblante à la bonne amie de son ami Igor, qui attend maintenant un enfant de ce dernier.
Cet ami Igor, un irrésistible fripon, relie le monde des vivants à celui des morts et circule avec Petrov dans un corbillard. Quand il rencontre Petrov, le mécanicien malade, ce dernier voit se dérouler toute sa vie antérieure et il lui devient de plus en plus difficile de comprendre où est la réalité et où est l'hallucination due à la grippe. Des évènements absolument impensables dans la vie quotidienne commencent à se produire.
Ce roman, construit en utilisant le discours indirect libre, poursuit la tradition littéraire du modernisme combinant deux plans narratifs : le fabuleux réaliste et le mythologique profond. Au niveau superficiel, l'histoire raconte les évènements de la vie de famille du mécanicien Petrov, à la fois ceux qui sont actuels et d'autres plus éloignés dans le temps. Au niveau sous-jacent, plus profond, on trouve de nombreuses allusions à la mort et aux mythes qui lui sont liés, en particulier à Hadès et à Perséphone.

### Personnages
- Petrov adulte : mécanicien automobile, auteur de bandes dessinées
- Nourlynisa Petrova : épouse divorcée de Petrov, bibliothécaire
- Petrov junior : le fils, âgé de 8 ans, des Petrov
- Artioukhine Igor Dmitrievitch (dont les initiales AID forment en russe le nom d'Hadès) : c'est le voisin de Petrov dans la datcha familiale, et une connaissance occasionnelle
- Sergueï : un ami et ancien camarade de classe de Petrov, puis étudiant en fac de philo et écrivain débutant
- Marina : elle joue le rôle de Snégourotchka près de l'arbre de Noël dans l'enfance de Petrov

## Réactions
Le roman d'Alexeï Salnikov, paru d'abord en magazine, a eu un tel succès auprès du public qu'après son édition en livre séparé, il est devenu un best-seller,. Les opinions des critiques littéraires sont partagées. Galina Iouzefovitch en parle avec enthousiasme (« un texte exceptionnel et une véritable fête pour le lecteur »), notant cependant une logorrhée parfois incroyable : « si le héros rentre chez lui, la description de son chemin jusqu'à l'appartement peut prendre une bonne douzaine de pages ». Nikolaï Dmitrievitch Alexandrov (ru) est très négatif dans sa critique (« quatre cent pages de cauchemar homogène... amorphe, sans sujet, monotone, indifférent à la langue et à la pensée »). Anna Narinskaïa (ru) voit le côté fort du livre dans « la sensation de grippe et le ramollissement en même temps que l'agitation qu'elle provoque ». Le critique littéraire Oleg Demidov (ru) compare les évènements de la famille Petrov aux résultats de l'usage d'une drogue psychédélique,. Olga Pogodina-Kouzmina (ru) souligne la force du début du récit, prometteur avec son « voyage macabre dans les cercles provinciaux », et salue « les étincelles d'absurdité et les métaphores subtiles », mais pour l'ensemble du livre exprime son insatisfaction. L'absence de « dénouement significatif » ne satisfait pas Evguenia Ermolina (ru) (Znamia), qui lui donne comme titre « prose de rien du tout ». Le critique de la revue Protchtenie (ru) considère qu'en décrivant « la vie vide d'un homme avec un nom de famille tout à fait commun », l'auteur s'est laissé emporter vers un sujet de vie quotidienne noire ».
Konstantin Miltchine (ru) salue cet ouvrage comme « le roman le plus inattendu de l'année », comme un rare exemple dans la littérature contemporaine où le russe moyen peut apprendre à se connaître lui-même ainsi que la réalité de sa vie quotidienne, qui, comme le décrit le livre, « est pleine de miracles, de squelettes dans les armoires, de drôleries, de choses graves, importantes, inconnues, incroyables » : « Dans la vie quotidienne, il y a de la magie. Dans un trolleybus, il y a du mystère. Dans la rue, que vous parcourez tous les jours et que vous détestez pour cela précisément, il y a aussi du mystère ». Miltchine rejette les critiques du livre qui prétendent ne pas y trouver de sujet : « Il y a un sujet dans ce livre, auquel vous devez être très attentif pour le suivre de près, parce qu'il se présente comme un anneau et, pour un seul épisode, l'auteur nous raconte les faits à partir de différents témoignages. C'est ainsi que de petits détails s'avèrent tout à coup essentiels pour l'histoire ».

## Adaptation
En 2019, le réalisateur Kirill Serebrennikov réalise le film tiré du roman La Fièvre de Petrov, qui est présenté au programme du Festival de Cannes 2021. Le film est sorti en septembre 2021. Sont également tirés du roman les spectacles dont :
- l'un est réalisé au Centre contemporain de dramaturgie d'Iekaterinbourg (ru) (la première date du 15 novembre 2019) ;
- l'autre au Gogol Center (en) à Moscou du réalisateur Anton Fiodorov, (la première date du 17 janvier 2020)[13].